# Straatvegers
Straatvegers (Lethrinidae) zijn een familie van straalvinnige vissen uit de orde van Baarsachtigen (Perciformes).

## Geslachten
- Gnathodentex Bleeker, 1873
- Gymnocranius Klunzinger, 1870
- Lethrinus Cuvier, 1829
- Monotaxis Bennett, 1830
- Wattsia Chan & Chilvers, 1974